# Charaxes flavimarginalis
Charaxes flavimarginalis är en fjärilsart som beskrevs av Stoneham 1936. Charaxes flavimarginalis ingår i släktet Charaxes och familjen praktfjärilar. Inga underarter finns listade i Catalogue of Life.